# Mona Lisa (pel·lícula)
Mona Lisa és una pel·lícula britànica estrenada el 1986 sobre un exconvicte que es troba involucrat en la vida perillosa d'una noia de classe alta. La pel·lícula va ser escrita per Neil Jordan i David Leland, i dirigida per Jordan. Va ser produïda per HandMade Filma i protagonitzada per Bob Hoskins, Cathy Tyson i Michael Caine. La pel·lícula va ser nominada per a múltiples premis, i Bob Hoskins va ser nominat per a uns quants premis per a la seva actuació (incloent-hi l'Oscar al millor actor), guanyant el BAFTA al millor actor. Ha estat doblada al català.

## Argument
George acaba de sortir de la presó i busca treball. Acaba trobant una feina com a xofer, el xofer de Simone, una prostituta de luxe. Entre George i Simone, es teixeixen alguns vincles. Després Simone atreu problemes...

## Repartiment
- Bob Hoskins: George
- Cathy Tyson: Simone
- Michael Caine: Mortwell
- Robbie Coltrane: Thomas
- Clarke Peters: Anderson
- Kate Hardie: Cathy
- Zoë Nathenson: Jeannie
- Sammi Davis: May
- Rod Bedall: Terry
- Joe Brown: Dudley

## Rebuda
"Història tan simple com efectiva. Hoskins enamora"

## Premis i nominacions

### Premis
- 1986. Premi a la interpretació masculina (Festival de Cannes) per Bob Hoskins (ex aequo amb Michel Blanc)
- 1987. Globus d'Or al millor actor dramàtic per Bob Hoskins
- 1987. BAFTA al millor actor per Bob Hoskins

### Nominacions
- 1986. Palma d'Or
- 1987. Oscar al millor actor per Bob Hoskins
- 1987. Globus d'Or a la millor pel·lícula dramàtica
- 1987. Globus d'Or a la millor actriu dramàtica per Cathy Tyson
- 1987. Globus d'Or al millor guió per Neil Jordan i David Leland
- 1987. BAFTA a la millor pel·lícula
- 1987. BAFTA a la millor direcció per Neil Jordan
- 1987. BAFTA a la millor actriu per Cathy Tyson
- 1987. BAFTA al millor guió original per Neil Jordan i David Leland
- 1987. BAFTA al millor muntatge per Lesley Walker